# Diagramma di Eulero

Diagramma di Eulero che indica come l'insieme B sia un sottoinsieme dell'insieme A

Un diagramma di Eulero è la rappresentazione grafica di un insieme che consiste nel racchiuderne gli elementi all'interno di una linea chiusa non intrecciata. Gli elementi dell'insieme vengono evidenziati con punti interni alla linea e gli elementi che non appartengono all'insieme con punti esterni ad essa. Prende il nome da Eulero, che ne diffuse l'uso. Più precisamente si può asserire che un diagramma di Eulero è un particolare tipo di grafico utilizzato per rappresentare un'algebra degli insiemi.
Seguendo regole specifiche, in questo tipo di grafico si possono rappresentare degli elementi, degli insiemi, l'universo algebrico al quale appartengono e le eventuali relazioni che possono esistere fra gli elementi:
- gli elementi sono rappresentati da dei punti affiancati da una lettera alfabetica minuscola che denota il nome dell'elemento;
- gli insiemi sono rappresentati da delle linee chiuse affiancate da una lettera alfabetica maiuscola che denota il nome dell'insieme;
- le relazioni tra elementi dello stesso insieme o di insiemi diversi sono rappresentate da delle linee congiungenti gli elementi fra i quali sussista la relazione.

## Scopi didattici
Questo tipo di diagramma è utilizzato nella didattica per trasmettere i concetti di insieme, elemento e relazione tra elementi.
Gli insiemi sono rappresentati da delle linee chiuse non intrecciate, come dei recinti, disegnati solitamente con forma ovale.
All'interno dei recinti si inserisce un pallino per ogni elemento che si vuol rappresentare.
Per rappresentare le relazioni tra gli elementi, si disegnano delle linee congiungenti ogni coppia di elementi che siano in relazione.
Ad esempio, la relazione tra dei bambini e i loro armadietti può essere facilmente rappresentata tramite:
- un recinto contenente i pallini (uno per ogni bambino), ognuno etichettato col proprio nome;
- un recinto contenente i pallini (uno per ogni armadietto), ognuno etichettato col proprio simbolo o numero o nome;
- una linea che congiunga il bambino e il suo armadietto per rappresentare la relazione tra essi.